# Jakob Lorber
Jakob Lorber (22 de julho de 1800 - 23 de agosto de 1864) foi um místico cristão e visionário do então Ducado da Estíria, atual Eslovênia, que promoveu o Universalismo liberal. Referiu-se a si mesmo como "escriba de Deus". Escreveu em 1840 que passou a ouvir uma "voz interna" vinda de seu coração, tendo depois transcrito o que ouviu. Deixou manuscritos equivalentes a mais de 10 mil páginas.
Seus escritos foram publicados postumamente como parte de uma "nova revelação", e o contemporâneo "Movimento Lorber" forma uma das maiores seitas neo-revelacionistas, principalmente em países falantes de alemão, embora seus escritos tenham sido traduzidos para mais de 20 idiomas. Seus adeptos no mundo inteiro não se unem em uma igreja institucionalizada, mas continuam pertencendo a suas denominações originais.

## Biografia
Nascido em Kanischa, no então Ducado da Estíria, hoje Eslovênia, era filho de pais que viviam do cultivo da vinha; seu pai era Michael Lorber e sua mãe Maria, cujo sobrenome de solteira era Tautscher. Cursou com grandes sacrifícios o ginásio, dando aos colegas mais novos aulas de música. A contingência da vida, porém, obrigou-o a interromper seus estudos e a empregar-se como professor, o que lhe proporcionou os meios para concluí-los.
Tinha talento musical e aprendeu a tocar violino, tendo tido aulas com o virtuoso Nicolo Paganini e tendo apresentado um concerto no Teatro alla Scala, em Milão. Mas também esta ocupação não o satisfazia inteiramente. Interessava-se muito pela Astronomia, tanto que construiu um telescópio. Nos livros de conterrâneos como Justinus Kerner, Swedenborg, Tennhardt, Kerning e outros, e na Bíblia, procurava conhecimentos do mundo dos espíritos e sua relação com a vida atual.
Em 1840, no mesmo ano em que ele diz ter começado a ouvir a voz interior, foi oferecida a ele a posição de diretor musical assistente no teatro de Trieste, na Itália; contudo, segundo ele, a voz interior lhe disse para recusar e ter uma vida solitária.
Seus escritos revelam que a voz interior falava-lhe livremente em primeira pessoa, como a voz de Jesus Cristo.

## Teologia, Geologia, História, Livre-arbítrio
A obra de Lorber é descrita como atraente, fazendo alguns leitores compará-la com as de outros místicos como Emanuel Swedenborg e Jakob Boehme. O próprio Lorber faz referência a Swedenborg em seu livro From Hell to Heaven (em tradução livre, "Do Inferno ao Céu").
O trabalho de Lorber tem muita semelhança como o movimento Igreja Nova. Seu livro Great Gospel of John (em tradução livre, "O Grande Evangelho de João") é uma narrativa em primeira pessoa sobre o ministério de Jesus de cerca de 2 mil páginas baseada na mesma estrutura que o Evangelho de João, que é descrito como um livro "eterno" pela contínua vontade de João de compreender o sentido espiritual das parábolas.
A Nova Revelação ensina que a redenção do estado decadente do mundo é necessária, mas diferentemente do Cristianismo Ortodoxo, que professa redenção apenas através do sangue de Jesus e seu sacrifício, esta ensina que a redenção não pode ser completada sem um esforço pessoal de purificação e obras de amor da parte da pessoa.

## O Grande Evangelho de João
Neste livro, o narrador, Jesus, explica que ele é o criador do universo material, que foi feito também para o confinamento de Satanás, e que ele mesmo (Jesus) poderia tomar a condição de ser humano. Ele disse que fez isso para inspirar crianças, que por outro lado não poderiam percebê-lo em sua forma primordial como espírito. Ele dá descrições sobre os éons de tempo envolvendo a criação da Terra; faz isso de uma forma similar à Teoria da Evolução, há milhares de anos, quando Jesus colocou Adão no mundo, que na época continha criaturas de aspecto humano que não tinham livre-arbítrio, sendo simplesmente as mais inteligentes dos animais.
De maneira compreensiva, o livro enfatiza a importância  do livre-arbítrio. Em seu livro, o céu e o inferno são mostradas como condições já dentro de nós, expressos de acordo com o fato de vivermos de acordo ou contrários às leis divinas. O livro também afirma que os evangelhos de João e Mateus foram escritos bem no tempo em que eles se passam; por exemplo, Lorber diz que Jesus disse a Mateus para que tomasse nota bem no momento do Sermão da Montanha. Tal fato parece à primeira vista contrário à Teologia Cristã tradicional, que afirma que a autoria de Mateus aconteceu alguns anos após a ressurreição de Jesus e a de João ainda depois.
Contudo, no livro o narrador explica que houve vários autores que escreveram sobre ele, inclusive muitos chamados Mateus, que escreveram similarmente num período de muitos anos.

## Epístola aos Laodicenses
Lorber alega que ouviu da voz interior em 1844 a carta "perdida" de Paulo à assembleia dos laodicenses, cuja referência está em Colossenses 4:16.
Vários textos tidos como sendo a carta sobreviveram, principalmente um breve texto medieval preservado nos manuscritos da Vulgata, tido como do século VI. Outro texto candidato é na verdade atribuído a Marcion, listado no Cânone Muratori. O escrito de Marcion foi perdido e o da Vulgata é amplamente tido como pseudepigráfico, tendo sido decretado como não canônico pelo Concílio de Basileia-Ferrara-Florença (1439-43). Não há semelhança entre as cartas escritas por Lorber pela voz interior com os manuscritos que sobreviveram. O editor deste manuscrito de Lorber diz que o fato da carta ter sido perdida reflete a separação da igreja da verdadeira forma de Cristianismo.

## Recepção

### Publicações
Postumamente, Lorber atraiu um público e seus escritos foram publicados e frequentemente reimpressos, principalmente no Lorber e Turm, um editor na cidade de Bietigheim-Bissingen, Alemanha. Os manuscritos originais e cópias de alguns manuscritos de amigos próximos de Lorber ainda estão preservados nos arquivos do editor.
O filósofo alemão Ernst Friedrich Schumacher faz referência à Nova-Revelação em seu livro A Guide For The Perplexed (tradução livre: Um Guia Para o Perplexo) conforme segue: Eles (os livros da Nova-Revelação) contêm muitas coisas estranhas que são inaceitáveis para a mentalidade moderna, mas ao mesmo tempo contêm uma pletora de alta sabedoria e introspecção que seria difícil encontrar alguma coisa mais impressionante em todo o mundo da literatura. Os livros de Lorber, ao mesmo tempo, são cheios de afirmações de cunho científico que planamente contradiziam a ciência em sua época e anteciparam grandes conceitos modernos sobre Física e Astronomia. ...Não há explicação racional para o alcance, a profundidade e a precisão do conteúdo.".
O trabalho de Lorber foi dividido em vários livros, que juntos são chamados de Nova-Revelação.
Great Gospel of John foi publicado em dez volumes e frequentemente reimpresso, sendo que a 8.ª edição data de 1996. Gospel of Jacob (tradução livre: Evangelho de Jacó) teve a 12.ª edição em 2006.

### Seguidores
Lorber e seus companheiros eram membros da Igreja Católica e as revelações dele os dizia para não abandonarem-na, mas convencê-la da natureza divina da "Nova Revelação" tendo uma vida exemplar. Contudo, o primeiro Concílio do Vaticano de 1869/70 colocou os escritos de Lorber no index. O ocultista Leopold Engel foi um dos seguidores e escreveu o 11.º volume do Grande Evangelho de João, alegando ser uma continuação, 30 anos após a morte de Lorber. [carece de fontes?]
Existe um movimento de seguidores dos escritos de Lorber: Lorber-Bewegung, Lorberianer, Lorber-Gesellschaften (Movimento Lorber, Lorberianos, Sociedade Lorber), a maioria em países europeus falantes de alemão. Não há estrutura organizacional além de pequenos círculos regionais. Não há estimativa exata do total de membros, são provavelmente mais de 100 mil pelo mundo.

### Críticas
Um dos pontos principais do criticismo aos trabalhos de Lorber é o uso da primeira pessoa como se os escritos fossem ditados pelo próprio Jesus Cristo. Alguns escritos podem ser considerados antissemitas, e Lorber foi de fato marcado pelas ideias antissemitas do misticismo racial da Ariosofia durante os anos 1920. Em 1926 Lanz von Liebenfels disse que Lorber era "o maior médium ariosófico da era moderna" (das grösste ariosophische Medium der Neuzeit). Também está dito nas obras de Lorber que a salvação vêm para todos os homens por meio dos judeus, e que o deus do Judaísmo é o único e eterno deus.
Kurt Hutten, ex-membro da Evangelische Zentralstelle für Weltanschauungsfragen (EZW, uma instituição apologética da Igreja Evangélica na Alemanha) identificou Swedenborg e Lorber como recebedores equivalentes de revelações privadas. Declarações oficiais da EZW são mais céticas, assumindo explicações psicológicas para as revelações de Lorber; cita uma dissertação de 1966 por Antoinette Stettler-Schär que diz que Lorber sofria de esquizofrenia paranoide. Esse diagnóstico é negado por Bernhard Grom, que diz ser um caso de alucinação autoinduzida. Porém, atualmente a classificação DSM caracterize um distúrbio mental como "um clinicamente significativo comportamento, síndrome psicológica ou padrão que ocorre a uma pessoa e está relacionado a aflição, inabilidade ou um significante risco de sofrimento", que leva ao fato de que nenhum diagnóstico psicológico pode ser feito na ausência da pessoa ou de qualquer observação clínica apontando algum problema.